# Mâchecourt
Mâchecourt es una comuna francesa situada en el departamento de Aisne, de la región de Alta Francia.

## Geografía
Está ubicada a 17 al noreste de Laon.

## Demografía
| 165 | 159 | 118 | 105 | 105 | 122 | 136 | 119 |
| Para los censos de 1962 a 1999 la población legal corresponde a la población sin duplicidades (Fuente: INSEE [Consultar]) |     |     |     |     |     |     |     |